# Joseph Forlenze
Joseph Forlenze (Joseph-Nicolas-Blaise Forlenze), précisément Giuseppe Nicolò Leonardo Biagio Forlenza (né le 3 février 1757 à Picerno, et mort le 22 juillet 1833 à Paris) est un médecin italien de la fin du XVIIIe et du début du XIXe siècle, spécialiste en ophtalmologie, qui lui doit tant de progrès.

## Biographie
Né à Picerno, dans l'actuelle province de Potenza, en Basilicate, alors dans le royaume de Naples, la date de naissance est objet de discussion mais, selon les registres paroissiaux de Picerno, correspond au 3 février 1757. Joseph Forlenze est issu d'une famille de médecins. Son père Felice et ses oncles, Sebastiano et Giuseppe, sont barbiers chirurgiens de confiance de la noble famille Capece Minutolo de Ruoti. Après avoir fréquenté le catéchisme à Ruoti, il se rend à Naples afin d'étudier la chirurgie.
Par la suite, il se forme en France auprès de Pierre Joseph Desault, dont il devient un ami proche et le collaborateur pour les travaux anatomiques. Forlenze passe aussi deux ans en Angleterre, à l'hôpital Saint-Georges, dirigé par John Hunter. Il se rend ensuite en Hollande et Allemagne, pour améliorer ses connaissances.
De retour en France, il commence sa carrière de chirurgien-oculiste. Il détermine les différentes maladies des yeux, et les fait représenter sur des masques en cire. Cette invention lui occasionne le nom de « créateur de la pathologie des yeux ».
En 1797, à l'hospice de vieillards de Paris, il pratique une opération de la cataracte en présence d'une commission nommée par l'Institut, de plusieurs membres du gouvernement et de savants français comme étrangers.
En 1798 Forlenze est nommé, par le gouvernement français, chirurgien-oculiste aux Invalides, où il pratique un grand nombre d'interventions remarquables. Il guérit les soldats de l'armée napoléonienne de retour d'Égypte, atteints de graves maladies des yeux. Il a fait une opération de la cataracte au ministre des cultes Jean Étienne Marie Portalis, sans succès, et rend la vue à Lebrun Pindare, qui lui dédie une strophe de son poème, intitulé Les conquêtes de l’homme sur la nature.
En 1805 il publie Considérations sur l'opération de la pupille artificielle,.
Le 1er mars 1806, le ministre de l'Intérieur Jean-Baptiste Nompère de Champagny nomme Forlenze "chirurgien oculiste des lycées, des écoles secondaires, des hospices civils et des établissemens de bienfaisance de l'Empire".
Son activité s'étend aussi à l'Angleterre et l'Italie, où il effectue, gratuitement, des interventions chirurgicales dans des villes comme Turin et Rome, où il guérit le cardinal Doria.
En 1807, le peintre Jacques-Antoine Vallin réalise son portrait en pied, avec en arrière-plan le Vésuve et la baie de Naples. L'œuvre, présentée par Vallin au Salon de 1808 à Paris, est conservée à Londres à la National Gallery.
En 1826 Forlenze est honoré publiquement par Caroline de Bourbon, duchesse de Berry, sur les progrès qu'il a apporté à la médecine oculaire.
Il meurt 22 juillet 1833, frappé d’apoplexie au Café de Foy, à Paris, où il passait toutes ses soirées.

## Œuvres
- Considérations sur l'opération de la pupille artificielle, 1805
- Notice sur le développement de la lumière et des sensations dans les aveugles-nés, à la suite de l'opération de la cataracte[9], 1817

## Distinctions
| : Chevalier de l’Ordre de la Légion d'honneur                     |
| : Chevalier honoraire de l’Ordre de Saint-Michel et Saint-Georges |

## Sources
Marie-Nicolas Bouillet  et Alexis Chassang (dir.), « Joseph Forlenze » dans Dictionnaire universel d’histoire et de géographie, 1878 (lire sur Wikisource)